# Amphorella cimensis
Amphorella cimensis Walden, 1983 è una specie di un mollusco gasteropode terrestre polmonato della famiglia Ferussaciidae.

## Distribuzione e habitat
Questa specie è endemica dell'isola di Madeira, in Portogallo, dove è limitata all'isola di Porto Santo e agli isolotti adiacenti di Cal e Cima. La sopravvivenza di questa specie è minacciata dalla perdita e dal degrado dell'habitat, soprattutto a causa dello sviluppo turistico intorno alle baie costiere di Porto Santo. Dovuto a questo, i recenti programmi di eradicazione dei conigli e di rimozione delle piante introdotte hanno permesso di migliorare notevolmente gli habitat di Cal e Cima. 
Di solito questa specie di lumaca si trova sulla terra nuda, sotto le pietre e sotto i tronchi di alberi morti.